# 大泉站 (甘肅省)
41°17′23″N 95°11′16″E / 41.289755°N 95.187821°E
大泉站位于甘肃省瓜州县，建于1958年，是兰新铁路的一个车站。距离兰州站1104公里，距上行车站小泉东站21公里，距下行车站照东站22公里。该站隶属乌鲁木齐铁路局。邮政编码736104。现为五等站。

## 业务范围
- 客运：办理旅客乘降；不办理行李、包裹托运；
- 货运：不办理货运营业